# Маму
Маму (на френски: Mamou) е град в Централна Гвинея. Административен център на регион Маму, префектура Маму. Населението на града през 2014 година е 82 538 души.